# Войнович, Марко Иванович
Граф Ма́рко Ива́нович Во́йнович (серб. Марко Војновић; 1732 / 1750 год, Херцег-Нови — 1807 год, Витебск) — один из основателей Черноморского флота, командующий Черноморским флотом (1789—1790 годы), адмирал (1801 год).

## Биография
Марко Иванович принадлежал к знатному далматскому роду Войновичей из Боки Которской (ныне Черногория). Поступил на русскую (российскую) службу мичманом в 1770 году. На корабле «Святой Георгий Победоносец» отправился из Кронштадта в Средиземное море.
В 1771 году командовал 12-пушечной полакрой «Ауза» и 16-пушечным фрегатом «Слава» и участвовал в бомбардировке крепости Митилини. В 1772 году, крейсируя у румелийских берегов в заливе Лаго, сжёг 10 турецких торговых судов и три взял в плен — за эту операцию и ряд удачных действий награждён орденом Святого Георгия IV степени.
В том же году Марко Войнович принял участие в нападении на турецкий флот в Патрасском заливе — в Патрасском сражении. Фрегат «Слава» сжёг фрегат и две шебеки турок.
В 1773 году плавал в Сирию и Египет и участвовал в блокаде и взятии Бейрута.
По окончании войны был произведён в капитан-лейтенанты и до 1777 года продолжал плавать в Чёрном и Средиземном морях, а после того плавал в Балтийском море, командуя парусно-гребным фрегатом «Святой Марк» и бомбардирским кораблём «Страшный». С 1778 по 1780 годы был капитаном императорской шлюпки и командиром придворной флотилии.
В 1781 году капитан 2-го ранга граф Войнович назначен командиром  отряд кораблей на Каспийском море — прообраз будущей Каспийской военной флотилии — в составе трёх 20-пушечных фрегатов, бомбардирского судна и двух ботов. В июне того же года привёл отряд из Астрахани в Астрабадский залив на юго-востоке Каспия, имея приказ основать военное укрепление на острове Огурчинский для защиты русского судоходства на Каспии и как опорный пункт для дальнейшей прокладки торгового пути в Индию. Убедившись, что на лишенном растительности песчаном Огурчинском строить укрепление нет смысла, Войнович вошёл в переговоры с вельможами шаха Ага Мохаммед Каджара и с их разрешений построил такое укрепление в удобном месте на Астрабадском берегу.  Здесь создается русская колония, откуда корабли осуществляли перевозки, охраняли торговые суда, вели исследования побережья. Однако вскоре Каджар стал опасаться русского укрепления и в декабре вероломно захватил в плен Войновича и прибывших с ним на праздник офицеров, а затем и 50 солдат и матросов, отправленных на рубку дров, потребовав в качестве условия для их освобождения срыть укрепление. Не имя военной силы, Войнович был вынужден согласиться. В январе 1782 года он был освобождён, а в июле русские корабли ушли обратно в Астрахань.
Русская фактория в Астрабаде была всё-таки основана в октябре 1782 года.
Скоро освобождённый и произведённый в капитаны первого ранга, в 1783 году переведён в строящийся Черноморский флот, где командовал построенным в Херсоне первым линейным кораблём «Слава Екатерины», а с 1786 года — Севастопольской эскадрой.
В 1787 году Войнович произведён в контр-адмиралы и участвовал в русско-турецкой войне 1787—1791 годов. Первый выход в море Севастопольской эскадры к берегам Румелии был неудачен: во время шторма эскадра рассеялась, один фрегат затонул, а линейный корабль «Мария Магдалина», занесённый в Босфор, был взят в плен турками.
В 1788 году Войнович вышел в море для отвлечения турецкого флота от осаждённого Очакова и 3 июля выдержал упорное сражение с турками близ острова Фидониси. Командуя Севастопольской эскадрой из 36 судов, он вступил в бой с 47 турецкими судами под командованием Хасан-паши. 66-пушечный корабль Войновича «Преображение Господне» выиграл бой с двумя 80-пушечными кораблями турецких вице- и контр-адмиралов: оба дважды загорались и, в конце концов, вынуждены были уйти за линию огня. Авангард эскадры под командованием Ушакова (корабль «Святой Павел» и 4 фрегата) поджёг корабль капудан-паши. Граф Войнович получил за это сражение орден Святого Георгия III степени. Императрица 28 июля писала Потёмкину:

«Действие флота Севастопольского меня много обрадовало: почти невероятно, с какою малою силою Бог помогает бить сильные Турецкие вооружения! Скажи, чем мне обрадовать Войновича? Кресты третьего класса к тебе уже посланы, не уделишь ли ему один, либо шпагу?»
В марте 1790 года недовольный действиями Войновича в кампании 1789 года Потёмкин (он писал о нём императрице «адмирал Войнович бегать лих и уходить, а не драться») сместил его с должности командующего флотом, заменив на Ушакова. Войновича перевели на Каспийское море (куда он не поехал, вернувшись в свой дом в Триесте). Командование над флотом было передано Ушакову. 
В 1791 году Войнович по прошению был уволен от службы, но вернулся в 1794 году и в 1797 году был назначен членом Черноморского адмиралтейского управления и произведен в вице-адмиралы, а в 1801 году — в адмиралы. В последние годы службы состоял директором Черноморского штурманского училища. Основал в Николаеве драматический театр, просуществовавший до 1823 года.
Уволен по прошению в отставку 29 июня 1805 года. Скончался в Витебске 11 ноября 1807 г. Могила не сохранилась.

## Награды
- Орден Святого Георгия IV ст. (1772)
- Орден Святого Владимира IV ст. (1784)
- Орден Святого Георгия III ст. (1788)
- Орден Святой Анны (1789)
- Командор Ордена Святого Иоанна Иерусалимского

## Семья
Марко Войнович женился в 1789 году на Анне, дочери контр-адмирала Панагиоти Алексиано и племяннице вице-адмирала Антона Алексиано.
В браке родился сын Владимир. В начале Отечественной войны 1812 года — поручик Лейб-гвардии Егерского полка, ранен в Смоленском сражении. В Бородинской битве командовал ротой в чине штабс-капитана. Умер 31 августа 1813 года от ран, полученных в сражении под Кульмом. Имя выбито на 8-й стене галереи воинской славы храма Христа Спасителя в Москве.

## Память
- Графская пристань в Севастополе названа в его честь. Также в Севастополе есть Графская бухта, Графская балка (там был хутор М. И. Войновича) и Графский тоннель.
- Одна из улиц старого города Херцег-Нови (Черногория) носит имя Марка Войновича.
- В фильме «Адмирал Ушаков» (1953) Марко Войнович показан консервативным стариком, трусливым и избегающим любых решительных действий и любой ответственности, перекладывающим всё это на бригадира Ушакова. Роль Войновича исполнил Николай Чистяков. Многое в этом фильме не соответствует историческим фактам. Так, в сражении при Фидониси корабль Марко Войновича «Преображение Господне» выиграл бой с двумя кораблями турецких вице- и контр-адмиралов и потопил турецкую шебеку, в фильме же всё сражение ведёт один только Ушаков с авангардом, Войнович лишь молится.